# Monchique
Monchique és un municipi portuguès, situat al districte de Faro, a la regió d'Algarve i a la subregió de l'Algarve. L'any 2006 tenia 6.441 habitants. Limita al nord amb Odemira, a l'est amb Silves, al sud amb Portimão, al sud-oest amb Lagos i a l'oest amb Aljezur.

## Població
| Població del concelho de Monchique (1801 – 2004) | Població del concelho de Monchique (1801 – 2004) | Població del concelho de Monchique (1801 – 2004) | Població del concelho de Monchique (1801 – 2004) | Població del concelho de Monchique (1801 – 2004) | Població del concelho de Monchique (1801 – 2004) | Població del concelho de Monchique (1801 – 2004) | Població del concelho de Monchique (1801 – 2004) | Població del concelho de Monchique (1801 – 2004) |
| ------------------------------------------------ | ------------------------------------------------ | ------------------------------------------------ | ------------------------------------------------ | ------------------------------------------------ | ------------------------------------------------ | ------------------------------------------------ | ------------------------------------------------ | ------------------------------------------------ |
| 1801                                             | 1849                                             | 1900                                             | 1930                                             | 1960                                             | 1981                                             | 1991                                             | 2001                                             | 2004                                             |
| 4658                                             | 6891                                             | 11517                                            | 14205                                            | 14779                                            | 9609                                             | 7309                                             | 6974                                             | 6441                                             |

## Freguesies
- Alferce
- Marmelete
- Monchique